# Ramona Alvarán
Ramona Alvarán fue una heroína colombiana. Nació en Cúcuta.
Ramona Alvarán hace parte de las mujeres que participaron políticamente en la independencia de Colombia, fue sostenedora, colaboradora e incluso miembro de guerrillas patrióticas. sirvió al ejército libertador acompañando a -patriotas o realistas- su mención como el de otras heroínas ha sido marginal con relación a la participación masculina.
Muere fusilada el 13 de febrero de 1813 por orden de Bartolomé Lizón.